# Kuurne-Brussel-Kuurne 1965
De 21e editie van de wielerwedstrijd Kuurne-Brussel-Kuurne werd gehouden op 7 maart 1965. De start en finish vonden plaats in Kuurne. 

## Koersverloop
99 renners gingen van start in ijzig weer. Halverwege, na 100 kilometer, ontsnapte de Engelsman Vic Denson. Op 45 kilometer van de finish ontsnapten ook Guido Reybrouck en Bernard Van De Kerckhove aan het achtervolgende peloton, dat daarna nog 36 renners bevatte. 30 kilometer verderop, op 15 km van de eindstreep sloten de twee aan bij Denson. De eindsprint van de kopgroep werd gewonnen door Reybrouck. Hij had drie lengten voorsprong op Denson. Van De Kerckhove volgde op 25 seconden en het peloton finishte op anderhalve minuut.
De editie voor onafhankelijken (152 km) werd in een sprint door de Nederlander Bart Zoet gewonnen.

## Uitslag
| Plaats  | Naam                     | Tijd     |
| ------- | ------------------------ | -------- |
| Winnaar | Guido Reybrouck          | 5u10'00" |
| 2       | Vin Denson               | +1"      |
| 3       | Bernard Van De Kerckhove | +25"     |
| 4       | Willy Bocklandt          | +1'30"   |
| 5       | Marcel Ongenae           | z.t.     |
| 6       | Paul Lemeteyer           | z.t.     |
| 7       | Norbert Kerckhove        | z.t.     |
| 8       | Arthur Decabooter        | z.t.     |
| 9       | Staf Desmet              | z.t.     |
| 10      | Jan Janssen              | z.t.     |
| 11      | Benoni Beheyt            | z.t.     |
| 12      | Cees van Espen           | z.t.     |
| 13      | Piet Rentmeester         | z.t.     |
| 18      | Cees Haast               | z.t.     |

### Onafhankelijken
| Plaats  | Naam                   | Tijd |
| ------- | ---------------------- | ---- |
| Winnaar | Bart Zoet              | -    |
| 2       | Leopold Vergauwe       | -    |
| 3       | Albert Van Vlierberghe | -    |
| 4       | Willy Huyvaert         | -    |
| 5       | Gaston Hoskens         | -    |

1945 · 1946 · 1947 · 1948 · 1949 · 1950 · 1951 · 1952 · 1953 · 1954 · 1955 · 1956 · 1957 · 1958 · 1959 · 1960 · 1961 · 1962 · 1963 · 1964 · 1965 · 1966 · 1967 · 1968 · 1969 · 1970 · 1971 · 1972 · 1973 · 1974 · 1975 · 1976 · 1977 · 1978 · 1979 · 1980 · 1981 · 1982 · 1983 · 1984 · 1985 · 1986 · 1987 · 1988 · 1989 · 1990 · 1991 · 1992 · 1993 · 1994 · 1995 · 1996 · 1997 · 1998 · 1999 · 2000 · 2001 · 2002 · 2003 · 2004 · 2005 · 2006 · 2007 · 2008 · 2009 · 2010 · 2011 · 2012 · 2013 · 2014 · 2015 · 2016 · 2017 · 2018 · 2019 · 2020 · 2021 · 2022 · 2023 · 2024 · 2025
Lijst van beklimmingen